# Lututów

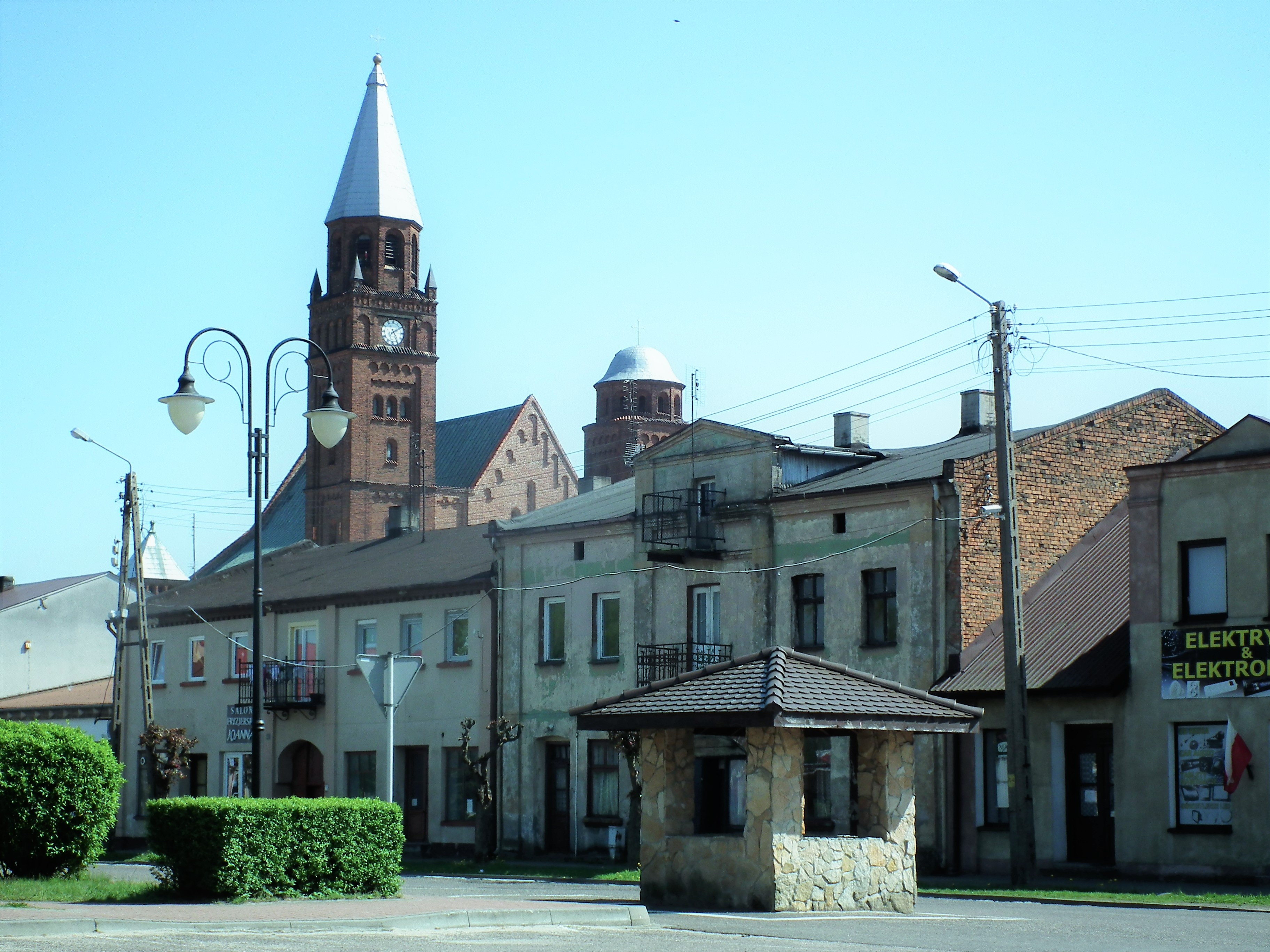
Fragment rynku w Lututowie

Lututów – miasto w Polsce, położone w południowo-zachodniej części województwa łódzkiego, w powiecie wieruszowskim, siedziba gminy miejsko-wiejskiej Lututów.
Większość Lututowa (włącznie z centrum miasta) leży w historycznej ziemi wieluńskiej, północny obszar Lututowa (obejmujący części miasta: Zygmuntów, Jeżopole, Dębina) leży w ziemi sieradzkiej. Lututów uzyskał lokację miejską przed 1406, zdegradowany przed 1714, ponowne nadanie praw miejskich w 1843, degradacja w 1870. Lututów odzyskał prawa miejskie 1 stycznia 2020, a jego granice obejmują obszary obrębów ewidencyjnych Lututów oraz Dębina, Jeżopole, Piaski i Żmuda, o łącznej powierzchni 1895 ha.

## Integralne części miasta
| SIMC    | Nazwa                          |
| ------- | ------------------------------ |
| 0706421 | Dębina                         |
| 1041774 | Jesionki (zniesiona w 2023 r.) |
| 0706527 | Jeżopole                       |
| 0706770 | Młynek                         |
| 0706763 | Piaski                         |
| 0706562 | Zygmuntów                      |
| 0706846 | Żmuda                          |

## Historia
Pierwszymi właścicielami osady, istniejącej już w 1371, w XIV w. była rodzina Lutoldów. Wzmianka z 1406 (Lutuldisthat, niem Lutolds + stadt) dotyczy nadania Lututowowi praw miejskich, które jednak utraciło z powodu słabego rozwoju.
W I Rzeczypospolitej cały ówczesny Lututów znajdował się w powiecie wieluńskim województwa sieradzkiego. Tereny dzisiejszego Lututowa znajdowały się w większości w powiecie wieluńskim województwa sieradzkiego, natomiast północny dzisiejszego obszar Lututowa (obejmujący części miasta: Zygmuntów, Jeżopole, Dębina) znajdował się w powiecie sieradzkim województwa sieradzkiego.
Ponownie, choć krótko, prawa miejskie miał z inicjatywy nowego właściciela – Stanisława Biernackiego – w latach 1843–1870. Od tego czasu Lututów, pomimo wielu cech „miejskości” pozostawał wsią. Alojzy Prosper Biernacki (1778–1854), agronom, działacz społeczny i narodowy (poseł, minister skarbu), założył w 1807(?) w Lututowie niższą szkołę rolniczą dla młodzieży chłopskiej.
15 czerwca 1863 na polach pomiędzy wsią Piaski a Lututowem miała miejsce tzw. bitwa pod Lututowem, w której uległ całkowitemu rozbiciu ok. 250-osobowy oddział powstańczy (powstał w 1. dekadzie czerwca; w przeważającej części składał się z ludzi uzbrojonych w kosy), dowodzony przez Antoniego Korotyńskiego, który zmarł od ran po bitwie. Po stronie rosyjskiej w walce wzięły udział dwa zgrupowania ekspedycyjne utworzone specjalnie dla likwidacji oddziału Korotyńskego: z garnizonu w Kaliszu, pod dowództwem płk. Tarasenkowa (w składzie: 3 kompanie piechoty, szwadron kawalerii oraz 4 działa, w sumie 750 żołnierzy) oraz płk. Wsiewołoda Pomierancowa z garnizonu w wieluńskiego (4 kompanie piechoty, 80 kawalerzystów, razem ok. 880 żołnierzy). W sumie siły rosyjskie liczyły 1630 ludzi. Bitwa zakończyła się masakrą. Na polu bitwy pozostało 64 zabitych i 40 rannych, z których po kilku dniach zmarło dalszych 11. Do niewoli wzięto tylko trzech powstańców, zwłaszcza że dowódca grupy wieluńskiej płk Pomerancew wydał rozkaz kozakom wymordowania wziętych do niewoli. Bitwa trwała trzy godziny, ale szybko przekształciła się rozpaczliwą obronę ludzi skazanych w tej sytuacji na pewną śmierć. W przeważającej części byli to mieszkańcy powiatów krotoszyńskiego, ostrowskiego i ostrzeszowskiego, czyli z obszaru zaboru pruskiego.
W Lututowie dobre warunki życia i pracy znalazła społeczność żydowska. W II poł. XIX w., w tym najmniejszym podówczas miasteczku powiatu wieluńskiego zamieszkanym przez 389 ludzi, żyło 89 Żydów, czyli około 23% ogółu mieszkańców. W 1921 zamieszkiwało tu już 1466 Żydów, którzy stanowili 69% mieszkańców wsi.
Podczas II wojny światowej niemiecki okupant zmienił w 1943 nazwę Lututowa na Landstätt. Na początku 1940 Niemcy utworzyli w Lututowie getto żydowskie. Podczas jego likwidacji w sierpniu 1942 część jego więźniów wywieziono do miejsca zagłady w Kulmnhof am Nehr (Chełmno nad Nerem), a pozostałych do getta w Łodzi, gdzie albo zmarli z głodu, albo podczas jego likwidacji w lipcu i sierpniu 1944, zostali wywiezieni do komór gazowych obozu koncentracyjnego Auschwitz-Birkenau, gdzie zginęli.
W latach 1954–1972 wieś Lututów należała i była siedzibą władz gromady Lututów. W latach 50. do gromady Lututów (z ówczesnego powiatu wieluńskiego) zostało przyłączonych wiele wiosek należących wcześniej do gminy Klonowa (z powiatu sieradzkiego); przyłączone wioski znalazły się w 1973 r. w reaktywowanej gminie Lututów, niektóre z tych wiosek (Zygmuntów, Jeżopole) są obecnie częścią składową miasta Lututów. W latach 1975–1998 Lututów administracyjnie należał do województwa sieradzkiego.
5 stycznia 2012 doszło w Lututowie do zawalenia się części frontowej kościoła parafialnego (zbudowanego w latach 1910–1917). W wyniku szczegółowej analizy przyczyny okazało się, że w trakcie jego budowy doszło do karygodnego odejścia od pierwotnego i zatwierdzonego planu budowy. Na przykład kościół został skrócony o jedną nawę (o 6 m), co poważnie zakłóciło jego statykę, której nie obliczono na nowo. Ponadto został posadowiony na lekkich iłach, ale wbrew pierwotnemu planowi zamiast fundamentów trapezowych zastosowano najzwyklejsze prostokątne. Z tego powodu planowane na rok 2017 obchody zakończenia budowy kościoła, zostały przeniesione na rok 2027 na 100. rocznicę konsekracji.
6 sierpnia 2014 oddano do użytku przebiegający przez Lututów tzw. „trakt kalisko–wieluński”, czyli 70-kilometrowa droga łącząca Kalisz z Wieluniem i Częstochową.
W czerwcu 2019, przy okazji obchodów 50-lecia śmierci ks. Szczepana Walkowskiego, ostatniego przed II wojną wikariusza par. Lututów, otwarto Izbę Pamięci Ziemi Lututowskiej umieszczoną na trzech piętrach niższej wieży kościoła lututowskiego.
1 stycznia 2020 Lututów odzyskał prawa miejskie.

## Zabytki
- Miasto zachowało układ przestrzenny ze zwartą zabudową wokół prostokątnego rynku.
- Kościół parafialny, murowany, pw. św. Piotra i Pawła, wpisany do rejestru zabytków Narodowego Instytutu Dziedzictwa[19], został wzniesiony w latach 1910–1917 w stylu neoromańskim według projektu z 1907 architekta Jarosława Wojciechowskiego. Na wieży kościoła znajduje się zegar wykonany w 1938 przez Józefa Ambroziego z Tuszyna. W kościele znajduje się obraz Matki Boskiej z 1639 i tablica epitafijna Biernackich z wmurowaną kulą armatnią z 1812, upamiętniająca gen. Gabriela Józefa Biernackiego; na cmentarzu zachowane groby okolicznych ziemian. Poprzedni kościół drewniany (na miejscu pierwotnego – zapewne z XVI w.) stał tu od 1730 i był fundowany przez: Michała Madalińskiego, podsędka wieluńskiego, Teodora Wierusza Niemojowskiego i Franciszka Gędkiewicza, kanonika wieluńskiego.
- W północnej części miasta – zespół dworsko-pałacowy. Uprzednio był tu drewniany dwór z XIX w., który spłonął w 1934. Wówczas J. Kurnatowski rozpoczął budowę pałacu, który się zachował. W parku: aleja grabowa, jawory, 3 dęby włoskie, dęby szypułkowe, zamulone stawy. W pobliżu zabudowania folwarczne, m.in. zabytkowy klasycystyczny spichlerz z 1777(?), w którym zachowały się kute metalowe drzwi, z datą ich wykonania (1792 r.), zdobione motywami roślinnymi. W piwnicach spichlerza – łukowe stropy. W budynkach podworskich mieści się obecnie Zespół Szkół Rolniczych.
- Synagoga z poł. XIX w., przebudowana na kino.
- Cmentarz żydowski z poł. XIX w., zdewastowany przez hitlerowców, bez nagrobków.
- Na miejscu bitwy pod Lututowem, po zachodniej stronie szosy, na skraju lasu „Koziołek” w 1993 ustawiono dwa duże krzyże i głazy (na wsch. i zach. skraju pola bitwy). Obok jednego z krzyży, przy samotnej sośnie z kapliczką na granitowym głazie, wyryto wizerunek Orła powstańczego ze słowami modlitwy: „Boże, zbaw Polskę”. Poniżej zamocowano napisy wykonane w metalu: „15 VI 1863 r. w lesie Koziołek miała miejsce bitwa kosynierów pod wodzą płk. A. Korotyńskiego z wojskami rosyjskimi”. Po drugiej stronie pola bitwy trzy głazy, a na największym z nich Orzeł powstańczy z napisem w otoku: „Ojczyznę wolną racz nam wrócić Panie”. Poniżej: „Miejsce zaciętej bitwy 120 kosynierów pod wodzą płk. Antoniego Korotyńskiego z wojskami rosyjskimi dnia 15 VI 1863 r. Zabito i wymordowano 64 powstańców, 46 ciężko raniono, 3 wzięto do niewoli. Cześć ich pamięci”.
- Szczątki mogiły poległych i zamordowanych w bitwie pod Lututowem – na miejscowym cmentarzu w mogile (na lewo od gł. wejścia).